# Aardenburg

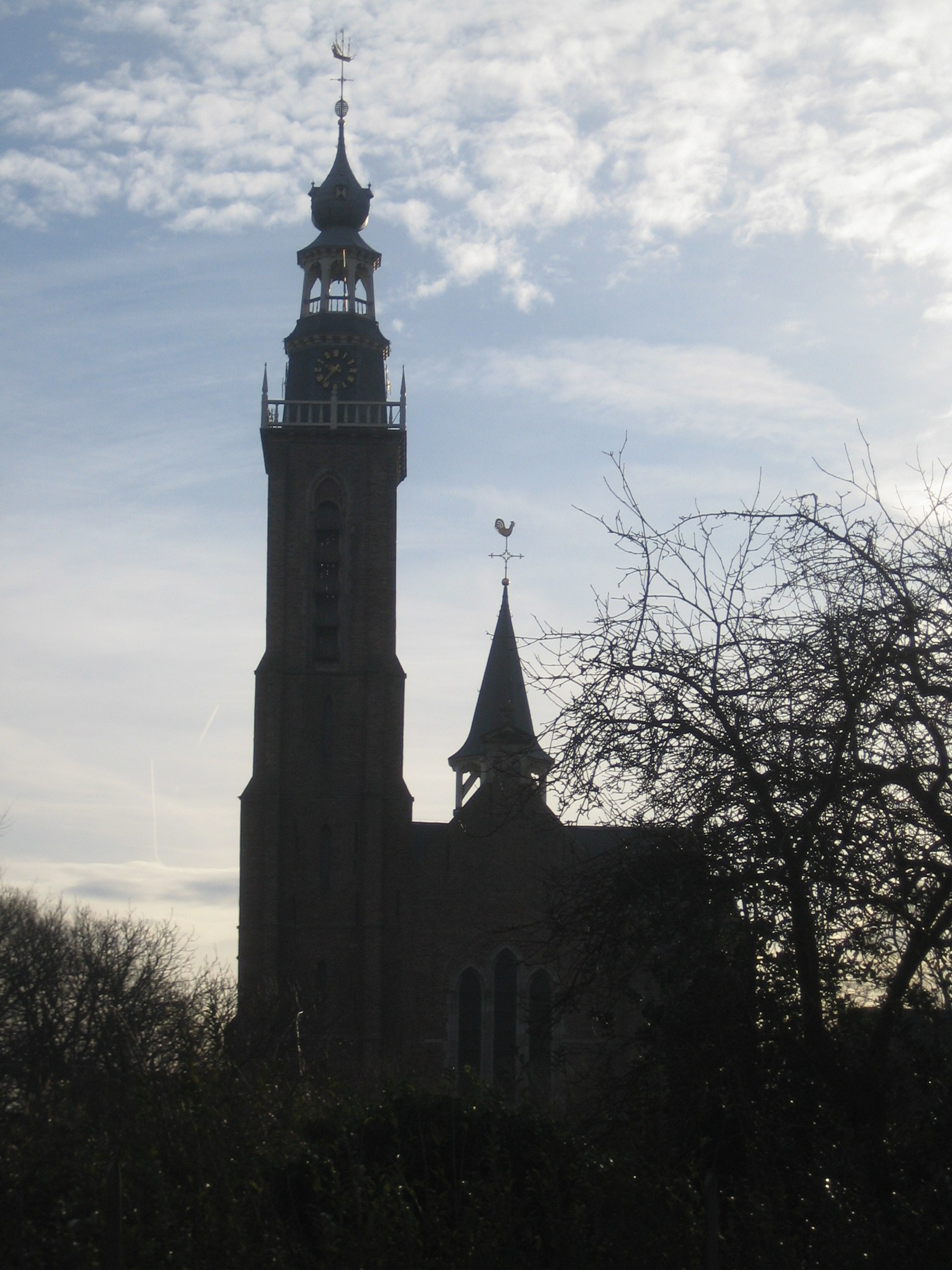

Aardenburg è una località  dei Paesi Bassi, piccolo centro agricolo (2 130 abitanti nel 2001) vicino al confine con il Belgio. Fa parte del comune di Sluis, situato nella provincia della Zelanda. Il suo nome medievale era Rodenburgh (Castello rosso).
Nella Sint-Baafskerk, (Chiesa di San Bavo), Aardenburg conserva l'esempio più completo di Scheldegotiek, la caratteristica architettura gotica della Schelda. Oggi è anche possibile vedere alcune delle fortificazioni che racchiudevano la città.

## Storia

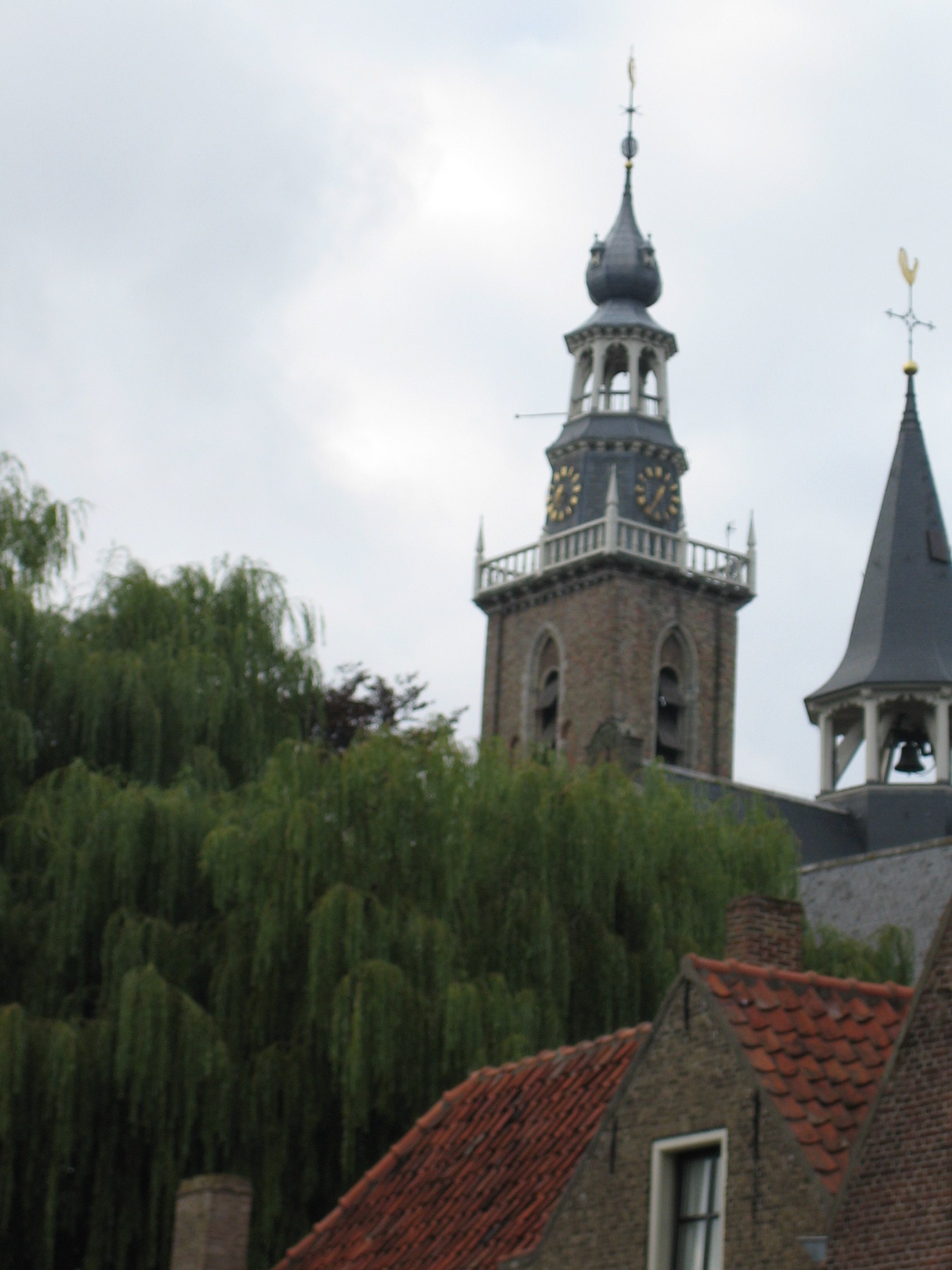
La Chiesa di San Bavo, Aardenburg

Gli archeologi hanno trovato prove di insediamenti risalenti al 4500 a.C. Il sito fu anche un piccolo vicus romano, fiorente nel secondo e nel terzo secolo d.C.; sono state scoperte le fondazioni di un piccolo tempio celto-romano. Dopo la seconda guerra mondiale le riparazioni agli edifici danneggiati portarono alla luce frammenti di tegole romane, alcune delle quali recano traccia di una postazione militare romana, oltre a vasi neri e sandali romani. Il ritrovamento più significativo, comunque, fu quello di un edificio romano dalle fondazioni di 18 per 10 metri. Il castellum romano fu in uso dal 175 al 270 d.C..
Sopra le fondazioni di questa costruzione romana vi erano le rovine di un edificio medievale, che, secondo fonti posteriori, fu distrutto nel 1383.
Rodenburgh ottenne lo status di città nel 1127 ed è quindi una delle più antiche città dei Paesi Bassi, e la più antica nella Zelanda.
Nel 1952 una squadra di atleti paraplegici del locale Centro di Riabilitazione Spinale Militare prese parte ai giochi di Stoke Mandeville, antenati delle moderne Paralimpiadi, rendendo la competizione per la prima volta internazionale.
Fino al 1º gennaio 2003, Aardenburg faceva parte del comune di Sluis-Aardenburg, oggi solo Sluis.

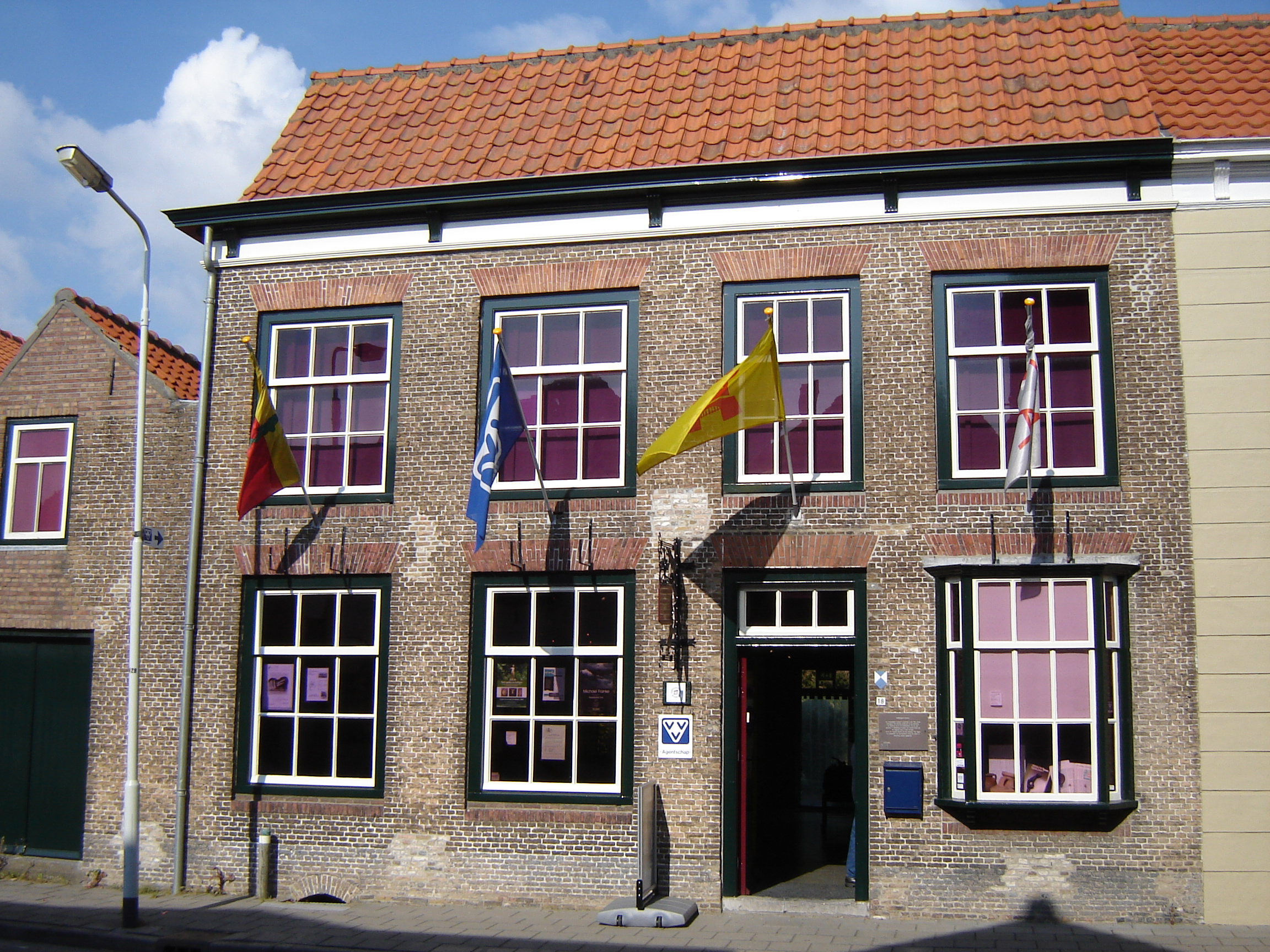
museo archeologico